# Герт де Влігер
Герт де Влігер (нід. Geert De Vlieger, нар. 16 жовтня 1971, Дендермонде, Бельгія) — бельгійський футболіст, що грав на позиції воротаря.
Виступав, зокрема, за клуби «Беверен», «Віллем II», а також національну збірну Бельгії.

## Клубна кар'єра
У дорослому футболі дебютував 1989 року виступами за команду клубу «Беверен», в якій провів шість сезонів, взявши участь у 136 матчах чемпіонату. Більшість часу, проведеного у складі «Беверена», був основним голкіпером команди.
Згодом з 1995 по 2008 рік грав у складі команд клубів «Андерлехт», «Гарельбеке», «Віллем II», «Манчестер Сіті» та «Зюлте-Варегем».
Завершив професійну ігрову кар'єру у клубі «Брюгге», за команду якого виступав протягом 2008—2011 років.

## Виступи за збірну
1999 року дебютував в офіційних матчах у складі національної збірної Бельгії. Протягом кар'єри у національній команді, яка тривала 8 років, провів у формі головної команди країни 43 матчі.
У складі збірної був учасником чемпіонату Європи 2000 року у Бельгії та Нідерландах та чемпіонату світу 2002 року в Японії і Південній Кореї.